# Estadio David Cordón Hichos
El Estadio Municipal David Cordón Hichos es un estadio de fútbol ubicado en el municipio de Guastatoya, cabecera departamental de El Progreso en Guatemala; cuenta con capacidad para 3,100 aficionados. Es la casa oficial del Deportivo Guastatoya de la Liga Nacional de Guatemala.

## Historia
El 1 de septiembre de 2023, se inaugura la instalación de iluminación para el estadio. Se estrenó en el partido de Guastatoya contra Achuapa donde el marcador terminó 1 a 0 a favor de los "pecho amarillo". La nueva iluminación es instalada por el alcalde Jorge Antonio Orellana, la Empresa Eléctrica Guastatoya y la Junta Directiva del Club Guastatoya.